# Diecezja Nowego Jorku i Nowej Anglii
Diecezja Nowego Jorku i Nowej Anglii – diecezja Koptyjskiego Kościoła Ortodoksyjnego. Erygowana została w 2013 roku przez patriarchę Tawadrosa II. Obejmuje stany Connecticut, Maine, Massachusetts, New Hampshire, Nowy Jork, Rhode Island i Vermont. Posługuje w niej 41 księży.
Aktualnym ordynariuszem diecezji jest biskup Dawid.